# Еска винограду

Еска на гронах винограду

Еска — грибкове захворювання винограду. З усіх хвороб виноградної лози еска вважається найдревнішою.

## Симптоми хвороби
На виноградній лозі еска викликає патологічні пошкодження деревини багаторічних частин кущів.
На поздовжньому розрізі багаторічної деревини можна побачити глибокі темні некротичні плями. Вражені хворобою тканини поступово руйнуються і стають трухлявими. Вражена деревина завжди відокремлена від здорової темно-коричневою облямівкою. Найсильніше руйнуються тканини центральної частини штамбів. При їх коловому враженні припиняється доступ води в крону. Штамби вражених кущів засихають, утворюючи тріщини різної глибини.
Патологічні руйнування тканин багаторічних частин виноградних кущів викликають характерні симптоми на листках, пагонах і гронах. В залежності від ступені враження багаторічних частин кущів відомі два види хвороби: швидка загибель (апоплексія, параліч) і хронічне пригнічення кущів. Перший тип хвороби зустрічається рідко. Проявляється в липні — серпні під час посушливої погоди і призводить до порушення транспірації кущів. В цьому випадку на ззовні здорових кущах листки раптом втрачають тургор і блиск. У білих сортів вони стають брудно-жовтими, а у забарвлених — брудно-червоними. Периметр листків і тканин між жилками засихають. Ягоди набувають такого ж забарвлення і зморщуються. Протягом декількох днів кущі в'януть і гинуть.
При хронічному розвитку хвороби листки засихають поступово. У цьому випадку еска може розвиватися і в умовах підвищеної вологості. При цьому вражені кущів відрізняються від здорових жовтим або червоним забарвленням листків. Тканини між жилками поступово засихають, листя опадає. В подальшому проходить засихання грон і пагонів. Вражені кущі відстають в рості, їхні пагони мають укорочені міжвузля, утворюють багато пасинків.
Ескою вражаються в основному старі кущі. Збудник хвороби зазвичай проникає в деревину через рани,які утворюються при морозних або механічних пошкодженнях, при обрізці кущів, через місця неповного зростання прищепи і підщепи. В тканинах гриб розвивається дуже повільно, охоплюючи почергово зони, які обмежені річними кільцями. Почорнілі тканини захворілого кільця добре відрізняються від жовтуватих тканин здорової частини стовбура.
На вражених хворобою штамбах старих кущів іноді утворюються плодові тіла гриба у вигляді твердих сплюснутих шапок. Вони варіюють по формі, поверхня їх у волосках і покрита конічними смугами світло-сірого або сіруватого забарвлення. Знизу шапки є гладенький спороносний шар темно-оранжевого або темно-коричневого кольору. На плодоносній тканині розміщені базидії циліндричної форми з заокругленими кінцями.
Гриб розповсюджується за допомогою склероціальних утворень і шнурів, які формуються у вражених тканинах. При руйнуванні тканин багаторічних частин кущів склероціальні утворення розпадаються на окремі клітини, через тріщини штамба вони виходять назовні і переносяться вітром на невражені рослини.
Склероціальні утвори відзначаються великою стійкістю проти несприятливих умов і зберігають життєздатність протягом 10-12 років.
На кінцях склероціальних шнурів, які зустрічаються у вражених тканинах, утворюються одноклітинні конідії — ендоспори. Потрапивши на невражені рослини, ендоспори проростають, утворюючи тонкий міцелій гриба.
Гриб поселяється тільки на омертвілих тканинах багаторічних частин кущів. З допомогою ферментів, які розкладають деревину, викликає загибель здорових частин, в які потім проникає його міцелій і руйнує деревину, перетворюючи її на губчасту трухляву тканину.

## Боротьба з ескою винограду
Захист насаджень від ески спрямована на попередження зараження посадкового матеріалу і виноградних кущів у польових умовах з допомогою комплексу агротехнічних і хімічних заходів.
Для підвищення стійкості рослин потрібно своєчасно і ґрунтовно проводити всі агротехнічні заходи, які спрямовані на покращення росту і розвитку рослин. Внесення збалансованих доз органічних і мінеральних добрив, своєчасна обрізка кущів, обламування пагонів у кроні і на штамбах, боротьба з хворобами і шкідниками, які пригнічують виноградні кущі, без сумніву знижує інтенсивність враження деревини кущів ескою.
При виявленні засохлих кущів їх потрібно зрубати і спалити для попередження розсіювання спор через тріщини, які утворюються деревині загиблих кущів.

## Галерея